# Vlag van Bakkeveen

Vlag van Bakkeveen

De vlag van Bakkeveen is de dorpsvlag van het Nederlandse dorp Bakkeveen, in de Friese gemeente Opsterland. De vlag werd in 1999 geregistreerd. Het ontwerp van de vlag is van de hand van Marijke Zwaga en Jelle Terluin.

## Beschrijving
De beschrijving van de vlag is als volgt:
In vieren over 1/3 vlaglengte van groen en rood; over alles heen een geel kruis over 1/3 vlaglengte en met armen waarvan de dikte gelijk is aan 1/5 vlaghoogte; de horizontale kruisarm belegd met een zwarte baan, waarvan de hoogte gelijk is aan 1/15 vlaghoogte; in het eerste kwartier op het groen een rechtovereind staand geel eikenblad.
De kleuren zijn afkomstig van het dorpswapen.

## Symboliek
- Goud kruis: symbool voor de kruising van wegen in het dorp.[3]
- Zwarte baan: verwijst naar de Drachtster Compagnonsvaart.[3]
- Geel eikenblad: staat voor de bossen in de omgeving.[3]

## Zie ook

Wapen van Bakkeveen